# 温靖皇貴妃
温靖皇貴妃（おんせいこうきひ、1874年10月6日 - 1924年10月20日）は、清の光緒帝の側妃の一人。瑾妃（きんひ、gincihiyangga fei）ともいう。満州八旗のタタラ（他他拉）氏（Tatala hala）の出身。長叙の娘。妹は同じく光緒帝の妃・珍妃（恪順皇貴妃）で、姪は愛新覚羅溥傑（光緒帝の甥で、宣統帝溥儀の同母弟）の先妻唐石霞。絵画をよくし、料理を得意とした。

## 生涯
数え15歳のとき、3年ごとに紫禁城で行われる后妃選定面接試験「選秀女」を受けて合格し、後宮に入って「瑾嬪」（gincihiyangga pin）となった。光緒20年（1894年）、西太后の大寿（60歳）の祭典で瑾妃に尊封された。その後、妹の珍妃が西太后の怒りにふれたため、瑾貴人（gincihiyangga gui žin）に落とされた。翌年、瑾妃に復帰した。
宣統帝の即位後、瑾貴太妃（gincihiyangga gui taifei）に尊封された。宣統帝の退位後、清室から端康皇貴妃（tab nelhe hūwang guifei）の徽号を送られた。隆裕皇太后の死後、実家が袁世凱に賄賂を贈ったために四太妃の中で主導的地位につき、紫禁城の奥向きを取り仕切った。溥儀（宣統帝）の自伝『わが半生』によると、少年時代の溥儀の生活に干渉したため煙たい存在だったようである。宣統皇后の選定に深くかかわり、我意を通したという。
1924年10月20日に紫禁城内で薨去した。清室から「温靖」と諡された。まもなく（同年11月5日）、馮玉祥は清室優待条件を破棄して溥儀らを紫禁城から追い出した。その後、温靖皇貴妃は崇陵の妃園寝に陪葬された。